# Legalizovani četnici
Legalizovani četnici je naziv oružanih formacija u sastavu Srpske državne straže koje su nastale legalizovanjem nekadašnjih pripadnika četničkih odreda Jugoslovenske Vojske u Otadžbini kod marionetske Nedićeve vlade u Srbiji u okupiranoj Kraljevini Jugoslaviji tokom drugog svetskog rata. Formiranje ovih formacija je počelo u novembru i decembru 1941. godine, a poslednja dva odreda legalizovanih četnika su raspuštena u martu 1943.
Kada je došlo do konačnog sloma ustanka u Srbiji, u dva talasa, prvom tokom novembra i decembra 1941. i drugom početkom 1942. godine, najveći broj pripadnika četničkih jedinica, tj. JVuO (ukupno oko 20 četničkih odreda) legalizovao se kod Vlade Narodnog Spasa Milana Nedića, formalno u sastavu Srpske državne straže. Na taj način je JVuO uspešno izbegla uništenje tokom ofanzive nemačkih trupa na ustanike za razliku od komunističkih formacija (partizana) koje su bile razbijene i proterane iz Srbije. Legalizacija je imala pozitivne strane u tome što je doprinela da se sačuva ljudstvo i naoružanje dela ustanika, ali je imala i negativne posledice u opadanju borbenog duha i discipline i potpunog odbijanja naređenja dobijenih od strane JVuO za koju su praktično postali neupotrebljivi.
Nakon sloma ustanka došlo je do odmazde za događaje u ustanku koja je u najvećoj meri bila usmerena na partizane i njihove simpatizere. U njihovim surovim progonima su u decembru 1941. aktivno učešće uzeli i odredi legalizovanih četnika koji su hvatali na terenu pripadnike komunističkih formacija i najčešće ih predavali Nemcima koji su ih streljali. Partizanska propaganda je uporno zanemarivala činjenicu da su u pitanju bili legalizovani četnici i neprestano krivila četnike Draže Mihailovića za stradanje partizana i njihovih simpatizera u Srbiji u decembru 1941. Tokom 1942. legalizovani četnici su se sukobljavali i sa ljotićevcima i sa četnicima Draže Mihailovića.
Legalizovani četnici su na osnovu početnih izveštaja o kolaboracionizmu inicijalno bili kritikovani od strane saveznika, ali su kritike uskoro bile potisnute posle izveštaja o aktivnostima ovih jedinica usmerenih protiv formacija sila osovine i ljotićevaca. Britanci su u suštini smatrali „legalizaciju” uspešnom obmanom.

## Legalizacija kod Vlade Nacionalnog Spasa u Srbiji

### Prvi talas legalizacije u novembru i decembru 1941.
Nakon sloma ustanka u Srbiji krajem 1941. dolazi do legalizacije najvećeg dela jedinica četnika pod komandom Draže Mihailovića koja je bila sprovođena u dva talasa. Prvi talas je bio u periodu novembar/decembar 1941. kada su sljedeće četničke jedinice prihvatile legalizaciju kod Srpske marionetske vlade:
- Ljubićki odred pod komandom Rakovića
- Požeški odred pod komandom Glišića i Ignjatovića
- Užičko-požeški odred pod komandom M. Koraća
- Crnogorski odred pod komandom Mladenovića
- Odredi pod komandom V. Pantelića, R. Stojanovića, Rajkovića, Kalabića i mnogi drugi

Krajem 1941. Božidar Ćosović je legalizovao njegov Javorski četnički odred koji je bio preimenovan u Javorski nezavisni četnički odred kodnog naziva C-37. Pošto Ćosović nije izvršavao naređenja nadležne komande njegov odred je raspušten, ali odred nije bio raspušten, već je zadržao oružje, postao ponovo ilegalan i imao brojne oružane sukobe sa italijanskim i nemačkim snagama kao i Sandžačkom muslimanskom milicijom.
Jeličko-moravički četnički odred kojim je komandovao Miloje Mojsilović se legalizovao 9. novembra 1941. i od tada nad ovim odredom Draža Mihailović nije imao komandu, a okupaciona vlast je preko svoje štampe navodila ovaj odred kao prvi primer propasti vojske pod Mihailovićevom organizacijom.
Kroz legalizaciju dijela četničkih odreda kod Nedićeve vlade, Mihailovićev pokret je uspješno izbjegao uništenje tokom njemačke ofanzive protiv ustanika, za razliku od komunističkih snaga koje su bile potpuno razbijene i uništene ili protjerane iz Srbije. U proljeće 1942. sjedište JVuO i njihove glavne aktivnosti su bili prenijeti u Crnu Goru i Bosnu, dok je u Srbiji oko 20 četničkih odreda bilo legalizovano u službi Nedićeve vlade.

### Drugi talas legalizacije početkom 1942.
Tokom drugog talasa legalizacije koji se desio početkom 1942. marionetska vlada u Srbiji je čak osnivala nove četničke odrede kao već legalizovane, kao Ribnički odred u Valjevskom kraju.
Najveći broj četničkih odreda legalizovanih u drugom talasu je prvo bio ilegalan i pod komandom Draže Mihailovića, a zatim legalizovan.
Požeški četnički odred pod komandom majora Miloša Glišića je bio preimenovan u Sandžački vojni četnički odred kada je bio legalizovan kod Vlade nacionalnog spasa.  Ilegalni Suvoplaninski četnički odred pod komandom Mašana Đurovića sa 520 vojnika je bio legalizovan i preimenovan u Ibarski četnički odred kodnog naziva C-54 i bio je sastavljen od nekoliko bataljona čije je sedište bilo prvo u Raškoj, a zatim u Jošaničkoj Banji. Broj vojnika koji su pripadali ovom odredu je narastao na više od 1.200 vojnika i oficira do početka 1942. Tokom 1942. godine, Mihailović je sa Đurovićem vodio intenzivnu komunikaciju. Đurović je, 1. juna 1942. godine, uhvatio britanskog kapetana Kristija Lorensa (Christie Lawrence), četničkog poručnika Dimitrija Cvetkovića i još nekolicinu četnika, odveo ih za Beograd, te predao Njemcima. Golijsko-Sjenički četnički odred pod komandom poručnika Mirka Tomaševića je bio legalizovan i pripojen Ibarskom četničkom odredu kao njegov Peti bataljon.
Kolašinski četnički odred pod komandom vojvode Todora Dobrića sastavljen od izbeglica iz Ibarskog Kolašina je takođe bio legalizovan.
Legalizovani četnici su formalno bili u sastavu Srpske državne straže sve do decembra 1942. Naredbom generala Badera izdatom 10. aprila 1942. legalizovani četnici su stavljeni pod komandu nemačkih posadnih divizija na pojedinim područjima, a prilikom svake operacije su bili u obavezi da imaju nemačke oficire za vezu dok su municiju dobijali direktno od Nemaca a ne od Nedića. Konačno, u izjavi generala Paula Badera, njemačkog opunomoćenog komandanta u Srbiji, od 7. decembra 1942. stoji: "Oko 10.000 četnika se borilo na našoj strani".

### Legalizacija partizana
Izvestan broj partizana je po slomu ustanka takođe bio legalizovan u odredima Milana Nedića, a najviše u odredima Dimitrija Ljotića zbog čega će se kasnije dodatno rasplamsati građanski rat. Pojedini pripadnici partizanskih jedinica su se stavili i u direktnu službu Nemaca sa kojima su učestvovali u akcijama otkrivanja ilegalnih četnika Draže Mihailovića. Broj četnika i civila koji su na ovaj način izgubili život nije nikada konačno utvrđen. Samo u Takovu je aktivnostima ove grupe Nemcima predato 300 i u smrt oterano preko 300 pristalica Draže Mihailovića.

### Borbeno angažovanje legalizovanih četnika

#### Odmazda nad partizanima i njihovim simpatizerima
Legalizovani četnici su tokom decembra 1941. surovo progonili partizanske formacije iz Srbije. Legalizovani četnici su zarobili Momčila Radosavljevića, prvog komandanta Čačanskog partizanskog odreda i Ratka Mitrovića, političkog komesara tog odreda i predali su ih okupatorima koji su ih streljali, dok su Radoslava Azanjca, sekretara okružnog komiteta СКОЈ-a za Čačak, legalizovani četnici zarobili i streljali. Miroljuba Matijevića koji je takođe bio sekretar OK SKOJ-a za Čačak su legalizovani četnici zarobili i predali Nemcima koji su ga streljali u logor na Banjici. Legalizovani četnici su zarobili i Milana Batu Jankovića, istaknutog čačanskog komunistu koji je bio predsednik Odbora za borbu protiv pete kolone u Čačku 1941. godine, da bi ga zatim usmrtili. Legalizovani četnici su predali okupatorima 449 zarobljenih partizana i njihovih pristalica iz čačanskog kraja, koje su ovi nakon toga likvidirali.

#### Sukobi sa ljotićevcima
Ubrzo po legalizaciji započeli su sukobi između ilegalnih četnika sa legalizovanim četnicima i ljotićevcima. Krajem maja 1942. Raković je organizovao napad na Budimira Nikića i njegove saradnike, ranio Nikića i ubio četvoricu njegovih saradnika u blizini Čačka. Krajem juna 1942. još jedan pripadnik ljotićevaca, sveštenik Dragutin Bulić je bio napadnut i ubijen na pijaci u Čačku.

#### Sukobi sa četnicima Draže Mihailovića
Pored borbi legalizovanih četnika protiv ljotićevaca su takođe trajali i sukobi između ilegalnih četnika majora Nikole Kalabića i legalizovanih četnika kapetana Rajka Terzića. Počev od aprila 1942, Terzić je hapsio pripadnike i simpatizere ilegalnih četnika i prosleđivao ih Nemcima koji su ih ubijali ili slali u koncentracione logore u Nemačkoj. Ilegalni četnici su se ubrzo osvetili i ubili Terzića u njegovoj kancelariji.

## Raspuštanje
Nemačke vojne i obaveštajne strukture su uspele da shvate suštinu procesa legalizacije dok je Abver uključio proces legalizacije u njegovu analizu situacije u Srbiji objavljenu u decembru 1941. Već 20. decembra 1941. u Abveru shvataju i primećuju da ostaci poraženih Mihailovićevih četničkih grupacija pokušavaju da se pridruže Pećančevim četnicima pa zato insistiraju da "sve Mihailovićeve pristalice treba tretirati kao pobunjenike i nikako drugačije".
Nemački general August Majsner je bio sumnjičav prema legalizovanim četnicima još od kada je došao u Srbiju početkom 1942. Mnogi legalizovani četnički odredi su se u suštini ponašali kao ilegalni četnici, a neki su čak i pripojili sebi novoosnovane legalne četničke odrede. Pošto su Nemci očekivali da bi Saveznici mogli da organizuju invaziju svojih trupa na Jugoslovensku obalu Jadranskog mora, u prvoj polovini 1943. su odlučili da razoružaju četnike, i legalizovane i Pećančeve.
Zbog toga su njemačke okupacione vlasti organizovale njihovo razoružavanje, zarobljavanje ili ponovno naoružavanje drugačijim oružjem. Ponovno naoružavanje je bilo organizovano tako da su Nemci oduzimali četnicima njihovo oružje koje je koristilo standardnu municiju i zamenjivali ga oružjem sa nestandardnom municijom koja kada se potroši jedino može da se nabavi od Nemaca. Neke četničke jedinice su bile jednostavno razoružane i raspuštene, a neke razoružane i odvedene u logor Sajmište ili u Mauthauzen.
Poslednja dva legalizovana četnička odreda su bila raspuštena u martu 1943.

## Reakcije
Posleratna propaganda je uporno isticala da su za stradanje partizana u decembru 1941. krivi četnici Draže Mihailovića, uprkos činjenici da odgovornost leži na komandantima i jedinicama koje su se legalizovale kod Milana Nedića, ili grupe koje su bile nezavisne od Mihailovića poput one pod komandom Bože Javorca.
U početku su izveštaji o kolaboracionizmu "legalizovanih" četnika izazvali kritike koje su ubrzo potisnute posle aktivnosti ovih jedinica usmerenih protiv formacija sila osovine i dobrovoljaca Dimitrija Ljotića. Na suđenju, Mihailović je isticao da je odobrio legalizaciju nekih četničkih jedinica kao najbolji način da se infiltriraju u snage Sila osovine. Britanci su u suštini smatrali "legalizaciju" uspešnom obmanom.
U septembru 1942. Zaharije Ostojić referiše Mihailoviću i obrazlaže pozitivne i negativne posledice legalizacije ističući da je sa jedne strane legalizacijom spašeno ljudstvo i oružje, ali sa druge strane je došlo do značajnog opadanja borbenog duha i discipline legalizovanih jedinica koje uopšte ne izvršavaju naređenja organa JVuO za koju su "potpuno izgubljeni".

## Literatura
- Dimitrijević, Bojan B. (2020). Vojska Nedićeve Srbije oružane snage srpske vlade 1941-1945 (3 изд.). Službeni glasnik. ISBN 978-86-519-1811-0.
- Давидовић, Горан (2003). „Чачани на опсади Краљева октобра 1941”.  Ур.: Драган Драшковић. Kraljevo oktobra 1941. - zbornik radova. Радомир Ристић. Народни Музеј Краљево, Историјски Архив Краљево.
- Jončić, Koča (1985). Narodni ustanak i borbe za Kraljevo 1941. godine: zbornik radova naučnog skupa. Narodna knj.
- Seton-Watson, Hugh (1961). The East European Revolution. Praeger.
- Heilbrunn, Otto (1956). The Soviet secret services. Frederick A. Praeger.
- Wheeler, Mark C. (1980). Britain and the war for Yugoslavia, 1940-1943. East European Monographs [sic]. ISBN 978-0-914710-57-8.
- Dear, Ian; Foot, Michael Richard Daniell (1995). The Oxford companion to World War II. Oxford University Press. ISBN 978-0-19-866225-9.
- Đuretić, Veselin (1993). Demolition of Serbs in the 20th Century: Background of the Currentdram in Dismembered Yogoslavia. Great Lakes Graphics.
- Đuković, Isidor (1982). Prva šumadijska brigada. Narodna knjiga.
- Kazimirović, Vasa (1995). Srbija i Jugoslavija: 1914-1945. Prizma.
- Живковић, Милутин Д. (2017). Санџак 1941–1943. Филозофски Факултет, Универзитет у Београду.
- Stupar, Dušan (2015). Draža - Istina o četnicima, Ravnogorsko četništvo 1941–1945. Vukotić media.
- Давидовић, Горан; Тимотијевић, Милош (2006). ОСВЕТЉАВАЊЕ ИСТИНЕ ДОКУМЕНТА ЗА ПОЛИТИЧКУ И ВОЈНУ ИСТОРИЈУ ЧАЧКА 1938-1941 КЊИГА ПРВА (PDF). Чачак-Краљево: Народни музеј Чачак, Историјски архив Чачак, Народни музеј Краљево.